# Tina Ahlbrecht
Tina Ahlbrecht (* 1981 in Bremen) ist eine deutsche Sportlerin im  Taekwondo.

## Biografie
Ahlbrecht ist die Tochter einer Koreanerin, deshalb ihre Leidenschaft für die koreanische Kampfkunst Tae-Kwon-Do (Fuß-Faust/Hand-Weg).

Sie studierte nach dem Abitur Informatik an der Universität Bremen und wurde Dipl.-Informatikerin. Sie wuchs in Bremen auf und arbeitete später in Hamburg u. a. als Web-Programmiererin.
Sie wurde als Taekwondoin in Bremen trainiert von Wolfgang Albers im Verein Bremen 1860. In Hamburg war sie später auch in einem Verein an der Alster, in der Taekwondoschule Po-Eun und im TV Lokstedt.
 
Sie erzielte bei Deutschen Meisterschaften eine Vielzahl an Medaillen und wurde Deutsche Meisterin und Vizemeisterin. Dreimal wurde sie Europameisterin für Formen (um ab 1999 bis 2006) und zudem zweimal Vizeeuropameisterin (um 2004). Sie erreichte 2010 den 5. Dan mit der schwarzen Gürtelfarbe. Sie ist oder war Landestrainerin Technik im Taekwondo-Verband Schleswig-Holstein.

## Ehrungen
- 1999, 2001 und 2005: Landessportlerin des Jahres in Bremen
- 2012: Olympiabotschafterin der Stadt Hamburg[2]